# One Year of Love
"One Year of Love" é um single da banda britânica de rock Queen, lançado em outubro de 1986. Integrante do álbum A Kind of Magic, faz parte da trilha sonora de Highlander.
A canção foi escrita completamente por John Deacon, e foi gravada numa época de fortes tensões na banda. Por discussões internas, Deacon proibiu Brian May de tocar guitarra nesta música, incluindo um solo de saxofone no lugar. Em resposta à John, Brian tocou o baixo de "Who Wants to Live Forever".
A faixa obteve posição apenas nas paradas da França. O B-side consiste em "Gimme The Prize (Kurgan's Theme)".

## Desempenho nas paradas
| País (1986) | Melhor posição |
| ----------- | -------------- |
| França      | 56             |

## Ficha técnica
Banda
- Freddie Mercury - vocais
- Roger Taylor - bateria
- John Deacon - baixo, teclado, sampler, programação e composição

Músicos convidados
- Steve Gregory - sax tenor